# Arenaria altorum
Arenaria altorum är en nejlikväxtart som beskrevs av Paul Carpenter Standley och Steyerm. Arenaria altorum ingår i släktet narvar, och familjen nejlikväxter. Inga underarter finns listade i Catalogue of Life.